# Trachyrhamphus serratus
Cá chìa vôi mõm răng cưa (Danh pháp khoa học: Trachyrhamphus serratus) là một loài cá biển trong họ Syngnathidae thuộc bộ cá chìa vôi Syngnathiformes, chúng là loài bản địa của vùng biển Ấn Độ Dương và Thái Bình Dương. Đây là loài quý hiếm, chúng đã được đưa vào Sách đỏ Việt Nam 2007. Ở Việt Nam, chúng phân bố rải rác từ Quảng Ninh đến Kiên Giang.

## Đặc điểm
Chúng là loài cá có thân hình nhỏ, số lượng ít, phân tán, sống ở vùng nước nông gần bờ, nơi cư trú có nhiều rong, cỏ và hẹ biển. Cá chìa vôi mõm răng cưa là dược liệu quý trong đông y. Cá chìa vôi khô dùng điều chế thuốc bổ thận, tráng dương, đau lưng, nhức xương, mỏi mệt và xuất khẩu. Có thể nuôi làm cá cảnh. Do sự săn bắt ráo riết và sự khai thác hải sản bằng thuốc nổ và chất độc đã phá huỷ môi trường sinh thái và gây ô nhiễm dẫn đến giảm số lượng và nơi cư trú. Dự đoán quần thể có ít hơn 10.000 cá thể trưởng thành và mức giảm ít nhất 10%.